# 千葉県立布佐高等学校
千葉県立布佐高等学校（ちばけんりつ ふさこうとうがっこう）は、千葉県我孫子市新々田に所在した公立の高等学校。
千葉県立高等学校再編計画により、2011年（平成23年）4月に千葉県立湖北高等学校と統合され、千葉県立我孫子東高等学校として新たに開校した。統合後は旧・布佐高校の校舎が使用されている。

## 設置学科
- 普通科

## 所在地
- 〒270-1104 千葉県我孫子市新々田172

## 沿革
- 1984年（昭和59年）4月 - 開校
- 2011年（平成23年）4月 - 千葉県立湖北高等学校と統合し、閉校となる。

## 部活動
- 運動部
  - 野球、陸上、サッカー、テニス、バドミントン、バレーボール、バスケットボール、レスリング、剣道、ウエイトリフティング、ハンドボール
- 文化部
  - 吹奏楽、美術工芸、書道、演劇、茶道、生物、イラスト文芸、ボランティア、マイコン研究、放送、軽音楽、クッキング
- 同好会
  - 囲碁･将棋、華道

### 次期布佐高校に目指す学校像
- 「生徒一人一人の基礎的学習を身につけ生徒を大切にし、あいさつのできる基本的生活習慣の向上」
- 「学習環境の整った学校であり、かつ保護者、地域に直結した学校」

## 交通
JR成田線 布佐駅より徒歩6分

## 主な卒業生
- 井ノ上奈々（声優）